# Magyar Nyelv
Magyar Nyelv („język węgierski”) – czasopismo naukowe poświęcone lingwistyce, wychodzące od 1905 roku.
Pierwotnym celem czasopisma było publikowanie wyników badań nad językiem węgierskim. Z czasem czasopismo poszerzyło swój zakres tematyczny; na jego łamach zaczęto poruszać zagadnienia z zakresu germanistyki, romanistyki i slawistyki, a także językoznawstwa ogólnego i stosowanego. Czasopismo zajmuje się także historią lingwistyki i informuje o wydarzeniach lingwistycznych na Węgrzech. Publikuje przy tym recenzje książek krajowych i zagranicznych.
Od 1945 r. czasopismo jest wspierane finansowo przez Węgierską Akademię Nauk. Ukazuje się cztery razy w roku.